# Malaxis triangularis
Malaxis triangularis är en orkidéart som beskrevs av Robert Louis Dressler. Malaxis triangularis ingår i släktet knottblomstersläktet, och familjen orkidéer. Inga underarter finns listade i Catalogue of Life.